# غويلرمو غالفان غالفان
غويلرمو غالفان غالفان (بالإسبانية: Guillermo Galván Galván)‏ هو سياسي مكسيكي، ولد في 19 يناير 1943 في مدينة مكسيكو في المكسيك.